# 四草大道
四草大道是臺南市安南區南北向主要道路之一，北起本田路與鹿耳門大道相交於十字路口，南至安平安南區界之四草大橋，全長約4.1公里。四草大道目前全線已通車，臺南市道路編號11。

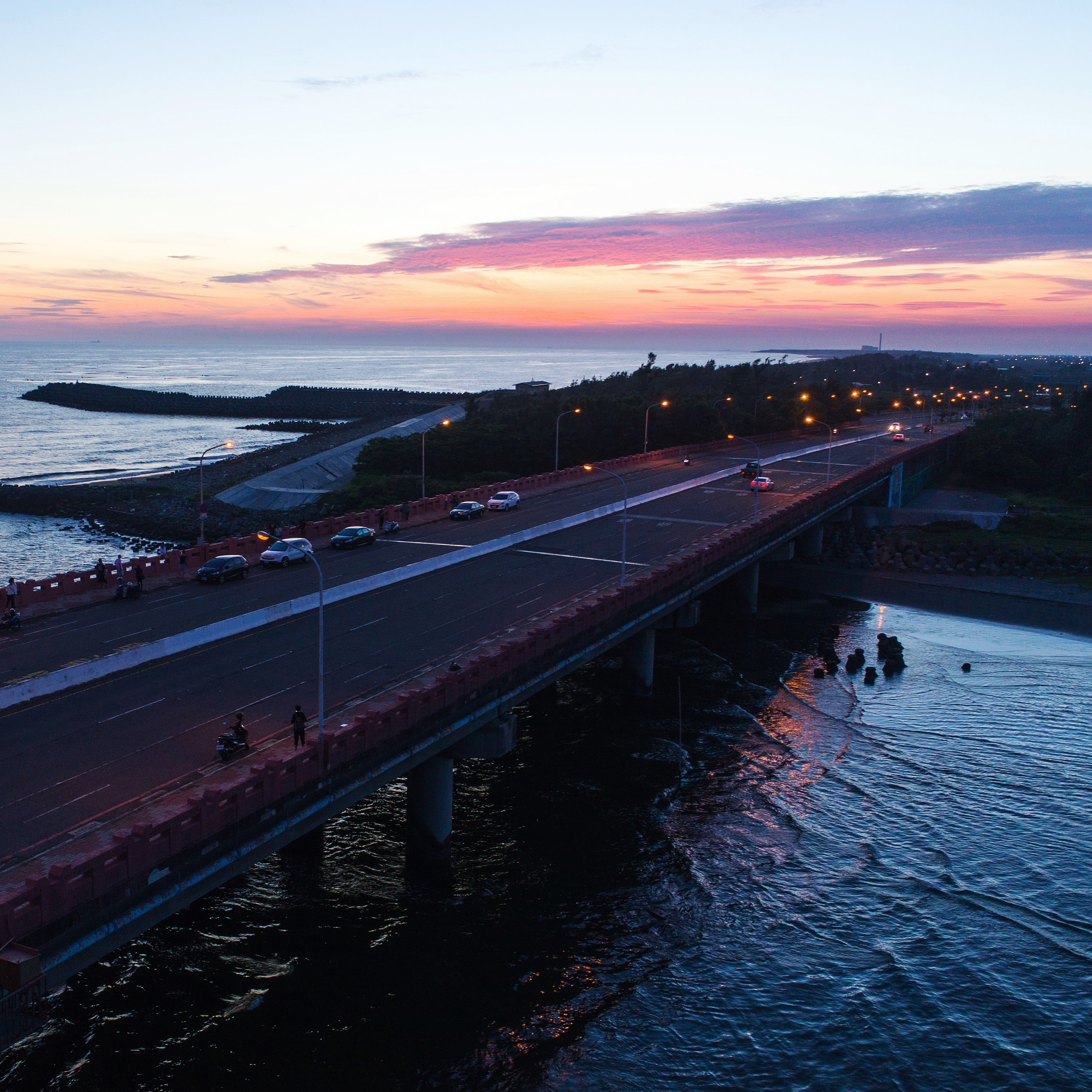
傍晚的四草大橋
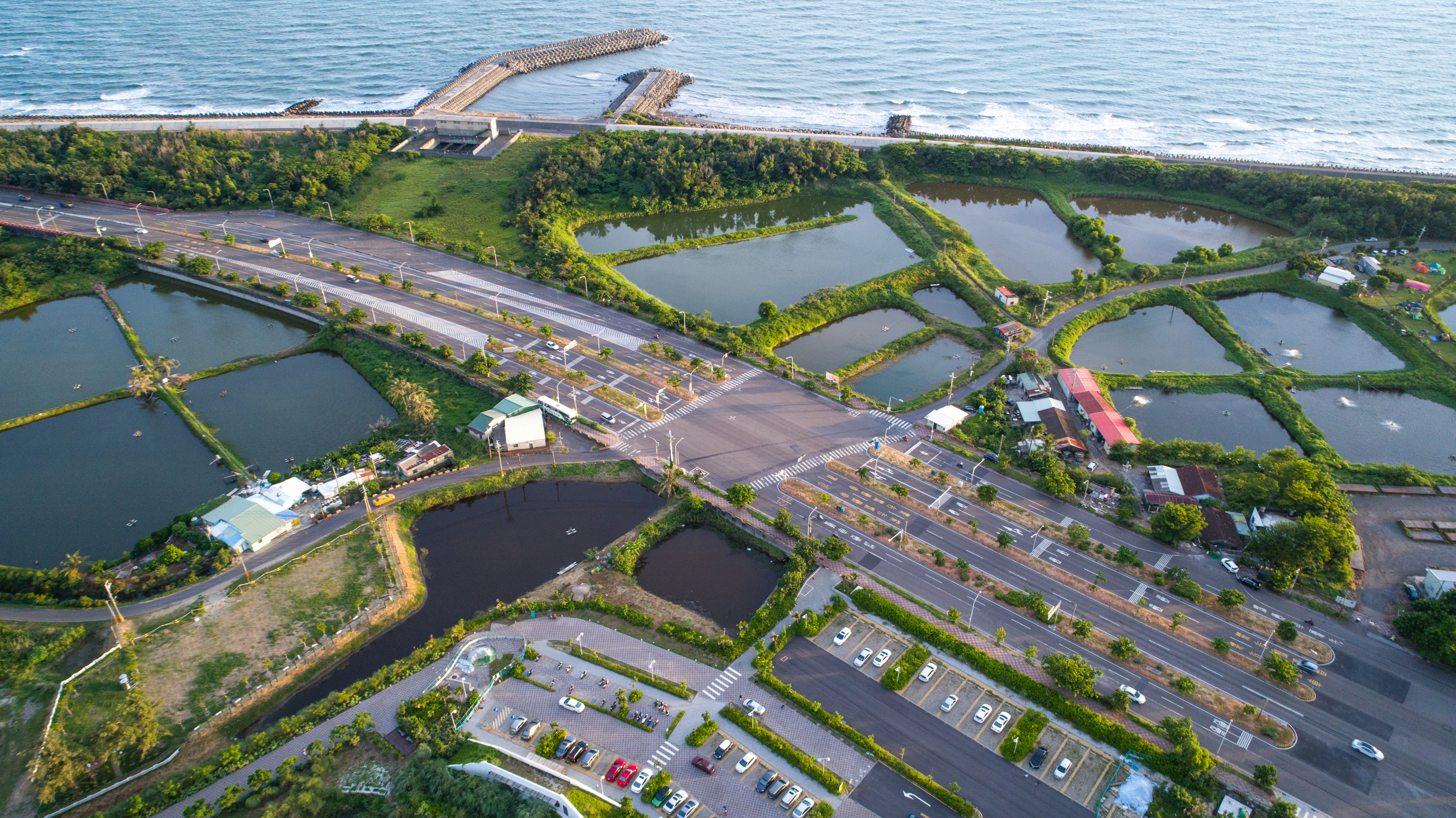
四草大道
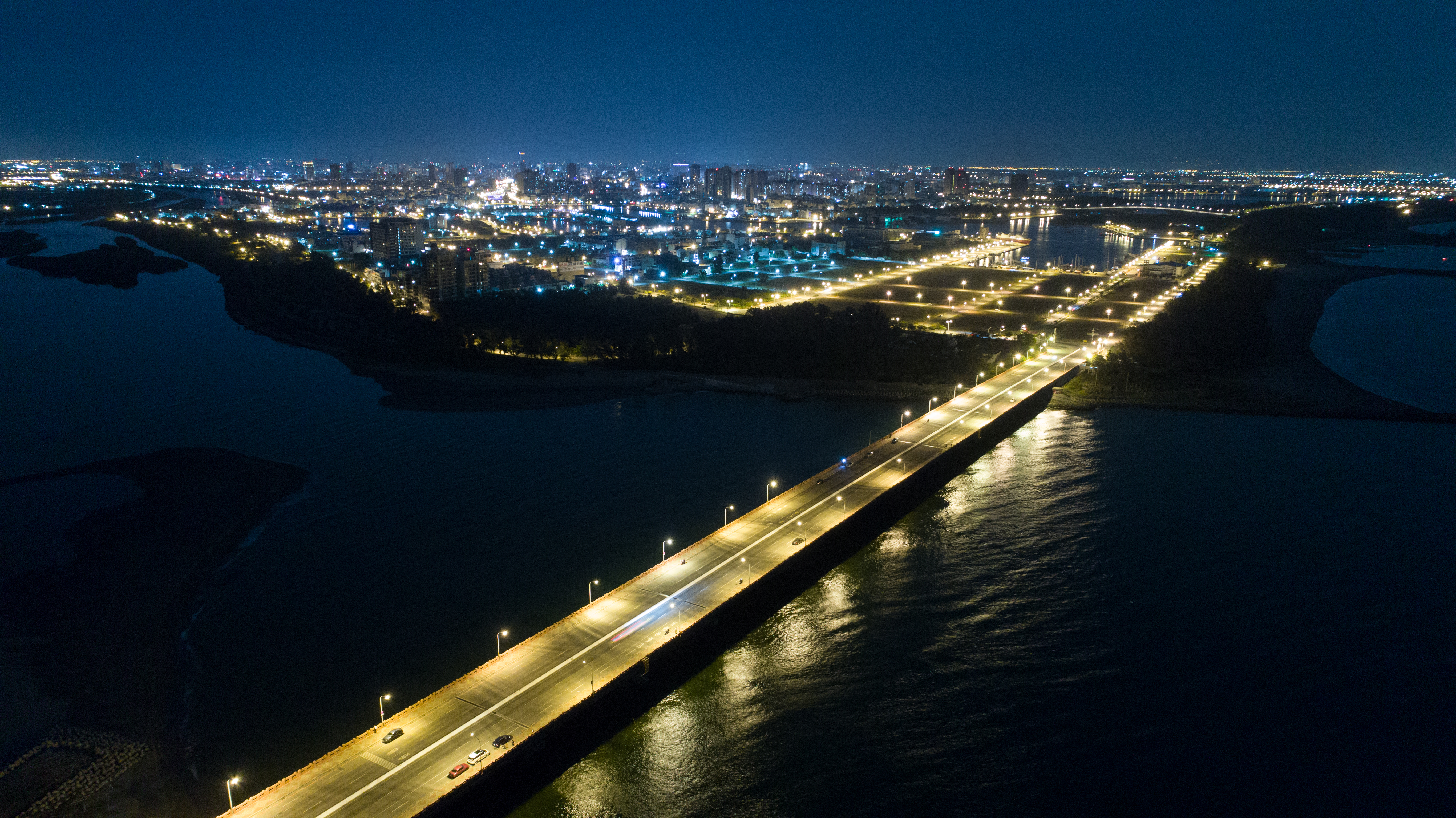
夜間的四草大橋

## 都市計畫
四草大道屬一等道路，寬80公尺。都市計畫中編為二等九號道路，後改為一等三號道路。路線自二等七號道路（今台江大道）經四草至安平，南接三等二十一號道路（安北路、漁濱路），南北向。道路命名時將本田路以北稱為鹿耳門大道、以南為四草大道。

## 相關計畫路段
- 四草大道屬於原台61線（西濱快速公路）計劃因台江國家公園設立而緩建路段的替代路線。而台61線原計畫經七股區十分交流道後沿海岸線直接四草大橋、後進入安平港港區內。
- 安平港跨海大橋[2]
  - 臺南市政府爭取籌建安平港（商港）跨港大橋，連結四草大橋，方便往來台86線，成為台南市西濱沿海的外環道路，以疏解中華西路車流及帶動台南整體發展。
    - 目前正規劃闢建跨漁港大橋，再經漁光橋接健康路通往台17線中華西路。設計橋長1200公尺、寬度20公尺、橋樑淨高25公尺，總經費約新臺幣12.75億元。

## 本路段客運
- 市區公車[3]

| 編號 | 路線                         | 本路段公車站               |
| ---- | ---------------------------- | -------------------------- |
| 2    | 崑山科大－安平／三鯤鯓／四草 | 台江國家公園管理處（延駛） |

- 觀光公車[3]

| 編號 | 路線                 | 本路段公車站       |
| ---- | -------------------- | ------------------ |
| 98   | 臺南轉運站－七股鹽山 | 台江國家公園管理處 |

## 外部連結
國工局－國道八號銜接西濱公路工程（页面存档备份，存于）